# Série de championnat de la Ligue américaine de baseball 1985
La Série de championnat de la Ligue américaine de baseball 1985 était la série finale de la Ligue américaine de baseball, dont l'issue a déterminé le représentant de cette ligue à la Série mondiale 1985, la grande finale des Ligues majeures.
Cette série, disputée pour la première fois dans un format quatre de sept depuis la création des Séries de championnat en 1969, débute le mardi 8 octobre 1985 et se termine le mercredi 16 octobre. Après avoir perdu trois des quatre premiers matchs les opposant aux Blue Jays de Toronto, les Royals de Kansas City alignent trois victoires consécutives pour remporter la série quatre matchs à trois. Ils surmontent quelques jours plus tard un déficit de 1-3 dans la Série mondiale pour remporter le titre sur les représentants de la Ligue nationale, les Cardinals de Saint-Louis.

## Équipes en présence
À leur neuvième saison d'existence, les Blue Jays de Toronto remportent en 1985 le premier championnat de division de leur histoire. Leur dossier de 99 victoires et 62 défaites leur permet de devancer par seulement deux parties les Yankees de New York en tête de la division Est. Ils présentent la meilleure fiche de la Ligue américaine cette saison-là, et ces 99 gains en saison régulière constituent leur record de franchise.
Les Royals de Kansas City terminent le calendrier régulier en tête de la division Ouest pour la septième fois en dix ans. C'est leur deuxième titre de section consécutif, mais aussi leur dernier en date de 2011. Avec une fiche de 91-71, ils ne terminent qu'une seule partie devant le club de deuxième place, les Angels de la Californie.

## Déroulement de la série

### Calendrier des rencontres
| Match | Date       | Visiteur              | Hôte                  | Score              |
| ----- | ---------- | --------------------- | --------------------- | ------------------ |
| 1     | 8 octobre  | Royals de Kansas City | Blue Jays de Toronto  | 1 - 6              |
| 2     | 9 octobre  | Royals de Kansas City | Blue Jays de Toronto  | 5 - 6 (10 manches) |
| 3     | 11 octobre | Blue Jays de Toronto  | Royals de Kansas City | 5 - 6              |
| 4     | 12 octobre | Blue Jays de Toronto  | Royals de Kansas City | 3 - 1              |
| 5     | 13 octobre | Blue Jays de Toronto  | Royals de Kansas City | 0 - 2              |
| 6     | 15 octobre | Royals de Kansas City | Blue Jays de Toronto  | 5 - 3              |
| 7     | 16 octobre | Royals de Kansas City | Blue Jays de Toronto  | 6 - 2              |

### Match 1
Mardi 8 octobre 1985 au stade de l'Exposition nationale, Toronto, Ontario.
| Royals de Kansas City                                                                                              | 0 | 0 | 0 | 0 | 0 | 0 | 0 | 0 | 1 | 1 | 5  | 1 |
| Blue Jays de Toronto                                                                                               | 0 | 2 | 3 | 1 | 0 | 0 | 0 | 0 | X | 6 | 11 | 0 |
| Lanceurs partants : KC : Charlie Leibrandt TOR : Dave Stieb Vic. : Dave Stieb (1-0) Déf. : Charlie Leibrandt (0-1) |   |   |   |   |   |   |   |   |   |   |    |   |

### Match 2
Mercredi 9 octobre 1985 au stade de l'Exposition nationale, Toronto, Ontario.
| Royals de Kansas City | 0 | 0 | 2 | 1 | 0 | 0 | 0 | 0 | 1 | 1 | 5 | 10 | 3 |
| Blue Jays de Toronto | 0 | 0 | 0 | 1 | 0 | 2 | 0 | 1 | 0 | 2 | 6 | 10 | 0 |
| Lanceurs partants : KC : Buddy Black TOR : Jimmy Key Vic. : Tom Henke (1-0) Déf. : Dan Quisenberry (0-1) HRs : KC : Willie Wilson (1), Pat Sheridan (1) |   |   |   |   |   |   |   |   |   |   |   |    |   |

### Match 3
Vendredi 11 octobre 1985 au Royals Stadium, Kansas City, Missouri.
| Blue Jays de Toronto | 0 | 0 | 0 | 0 | 5 | 0 | 0 | 0 | 0 | 5 | 13 | 1 |
| Royals de Kansas City | 1 | 0 | 0 | 1 | 1 | 2 | 0 | 1 | X | 6 | 10 | 1 |
| Lanceurs partants : TOR : Doyle Alexander KC : Bret Saberhagen Vic. : Steve Farr (1-0) Déf. : Jim Clancy (0-1) HRs : TOR : Jesse Barfield (1), Rance Mulliniks (1) KC : George Brett (1, 2), Jim Sundberg (1) |   |   |   |   |   |   |   |   |   |   |    |   |

### Match 4
Samedi 12 octobre 1985 au Royals Stadium, Kansas City, Missouri.
| Blue Jays de Toronto                                                                                              | 0 | 0 | 0 | 0 | 0 | 0 | 0 | 0 | 3 | 3 | 7 | 0 |
| Royals de Kansas City                                                                                             | 0 | 0 | 0 | 0 | 0 | 1 | 0 | 0 | 0 | 1 | 2 | 0 |
| Lanceurs partants : TOR : Dave Stieb KC : Charlie Leibrandt Vic. : Tom Henke (1-0) Déf. : Charlie Leibrandt (0-2) |   |   |   |   |   |   |   |   |   |   |   |   |

### Match 5
Dimanche 13 octobre 1985 au Royals Stadium, Kansas City, Missouri.
| Blue Jays de Toronto                                                                                     | 0 | 0 | 0 | 0 | 0 | 0 | 0 | 0 | 0 | 0 | 8 | 0 |
| Royals de Kansas City                                                                                    | 1 | 1 | 0 | 0 | 0 | 0 | 0 | 0 | X | 2 | 8 | 0 |
| Lanceurs partants : TOR : Jimmy Key KC : Danny Jackson Vic. : Danny Jackson (1-0) Déf. : Jimmy Key (0-1) |   |   |   |   |   |   |   |   |   |   |   |   |

### Match 6
Mardi 15 octobre 1985 au stade de l'Exposition nationale, Toronto, Ontario.
| Royals de Kansas City | 1 | 0 | 1 | 0 | 1 | 2 | 0 | 0 | 0 | 5 | 8 | 1 |
| Blue Jays de Toronto | 1 | 0 | 1 | 0 | 0 | 1 | 0 | 0 | 0 | 3 | 8 | 2 |
| Lanceurs partants : KC : Mark Gubicza TOR : Doyle Alexander Vic. : Mark Gubicza (1-0) Déf. : Doyle Alexander (0-1) Sauv. : Dan Quisenberry (1) HRs : KC : George Brett (3) |   |   |   |   |   |   |   |   |   |   |   |   |

### Match 7
Mercredi 16 octobre 1985 au stade de l'Exposition nationale, Toronto, Ontario.
| Royals de Kansas City | 0 | 1 | 0 | 1 | 0 | 4 | 0 | 0 | 0 | 6 | 8 | 0 |
| Blue Jays de Toronto | 0 | 0 | 0 | 0 | 1 | 0 | 0 | 0 | 1 | 2 | 8 | 1 |
| Lanceurs partants : KC : Bret Saberhagen TOR : Dave Stieb Vic. : Charlie Leibrandt (1-2) Déf. : Dave Stieb (1-1) HRs : KC : Pat Sheridan (2) |   |   |   |   |   |   |   |   |   |   |   |   |

## Joueur par excellence
George Brett, des Royals de Kansas City, est élu joueur par excellence de la Série de championnat 1985 de la Ligue américaine de baseball. Le futur membre du Temple de la renommée du baseball, discret en attaque lors de la Série de championnat de l'année précédente perdue par Kansas City, maintient une moyenne au bâton de ,348 dans la série de sept parties face à Toronto. Il totalise huit coups sûrs dont trois coups de circuit et deux doubles, cinq points produits et six points marqués. Sa moyenne de puissance s'élève à ,826 et, en soutirant notamment cinq fois des buts-sur-balles, il affiche un pourcentage de présence sur les buts de ,500. Il connaît un match de deux circuits dans la troisième rencontre contre les Blue Jays, aidant les Royals à remporter une première victoire après avoir concédé les deux premiers matchs à Toronto.